# Isaak Iljitsch Lewin
Isaak Iljitsch Lewin, russisch Исаак Ильич Левин, Pseudonym João Frederico Normano (* 24. Juli greg. / 12. Juli jul. 1887 in Kiew; † 25. April 1945 in New York City) war ein russisch-amerikanischer Wirtschaftshistoriker und Unternehmer.

## Leben
Isaak Iljitsch Lewin wurde 1887 in Kiew als Sohn eines wohlhabenden Kaufmanns geboren. Er studierte Wirtschaftswissenschaften von 1905 bis 1910 am Polytechnikum in Sankt Petersburg, zwischenzeitlich auch an der Universität Leipzig. Seine wichtigsten Lehrer waren Peter Struve, Karl Bücher und Gerhart von Schulze-Gaevernitz, bei dem er 1912 an der Universität Freiburg seine Dissertation über die Aktienhandelsbanken in Russland abschloss. Zurück in Sankt Petersburg arbeitete er an der Universität als Privat-Dozent und war gleichzeitig in einer Reihe von mittelgroßen Unternehmen engagiert, an denen er Anteile hielt. Seine politische Einstellung war liberal; er schrieb in Struves Russkaja Mysl wie auch in der Zeitung der Kadetten (wechselnde Namen, zuletzt Nasch Wek). Kurz vor Schließung des Blattes publizierte er dort einen kritischen Artikel über Lenins ökonomisches Denken.
Lewin musste Russland verlassen, arbeitete in Finnland in Kreisen russischer Exil-Unternehmer und zog 1921 in die deutsche Hauptstadt, wo ein „Russisches Berlin“ entstanden war. Wie in Sankt Petersburg hatte er die Wahl zwischen Wirtschaft und Wissenschaft. Er entschied sich für eine Bankier-Karriere, war als Bankdirektor in der Finanzierung deutsch-russischen Handels und im Aufbau einer Berliner Zentrale für deutsche Provinzbanken tätig und kaufte 1926 die traditionsreiche Privatbank G. Löwenberg & Co. Von der Krise mittelständischer Banken wurde auch dieses Haus erfasst, und Lewin wurde der Wechselfälschung beschuldigt.
Er floh 1929 nach Brasilien, kaufte sich einen Pass auf den Namen João Frederico Normano und wurde 1930 Vizedirektor des Lateinamerika-Instituts an der Harvard University. Als „brasilianischer“ Autor erlangte er mit Schriften über Lateinamerika und Panamerikanismus rasch Ansehen, wurde aber Ende 1932 entlarvt und geriet in die Mühlen eines Auslieferungsverfahrens, das nach der nationalsozialistischen Machtergreifung zum „Normano Case“ wurde – für US-Außenministerium und jüdische Organisationen. Lewin konnte – als „J. F. Normano“ – in den USA bleiben, festigte seine Position in der Lateinamerikanistik und arbeitete in der wissenschaftlichen Politikberatung: im „pre-war planning“ und „post-war-planning“. Dabei schrieb und lehrte er auch über die Entwicklung der amerikanischen Pazifik-Interessen. Sein letztes, posthum erschienenes Buch behandelt den „Spirit of Russian Economics“. Er starb im April 1945 in New York und geriet in Vergessenheit. Wichtige Arbeiten des „Brasilianers“ Normano sind später in den USA und Brasilien wiederaufgelegt worden. Im Russland der Stalin-Zeit wurde der Autor als I. I. Lewin erkannt, aber – ideologiebedingt – nicht anerkannt; ein Sammelband mit einer Würdigung seines Schaffens erschien erst 2010.

## Veröffentlichungen (Auswahl)
- Lewin, Isaac I.: Aktienhandelsbanken in Russland, Petrograd 1917 (russ.).
- Lewin, Isaac I.: Deutsches Kapital in Russland (2. Aufl.), Petrograd 1918 (russ.).
- Normano, J. F.: The Struggle for South America. Economy and Ideology, London 1931 (weitere Auflagen: Boston 1931, Westport 1973). Portugiesische Fassung: A Luta pela América do Sul, São Paulo 1944.
- Normano, J. F.: Brazil – A Study of Economic Types, Chapel Hill 1935 (Neuauflage New York 1968). Portugiesische Fassung: J. F. Normano: Evolução econômica do Brasil, São Paulo 1939 (Neuauflage São Paulo 1945, wiederaufgelegt São Paulo 1975).
- Normano, J. F.: Asia between Two World Wars, New York 1944.
- Normano, J. F. (Hg.): El Pensamiento Económico Latinoamericano, Mexiko (Fondo de Cultura Económica) 1945.
- Normano, J. F.: The Spirit of Russian Economics, New York 1945.